# Cerro del León
Cerro del León es un estratovolcán ubicado en la provincia de El Loa, Región de Antofagasta, Chile. Es parte de la Zona Volcánica Central de Chile y forma un lineamiento volcánico con los vecinos Paniri y Toconce que estuvo activo en el Holoceno. El mismo Cerro del León fue construido en tres etapas por flujos de lava andesítico-dacítica y estuvo sujeto a la erosión glaciar.

## Geología
El volcán tiene un diámetro de 6 kilómetros y está construido a partir de andesitas. Dos cráteres anidados se encuentran en su cima y tienen diámetros de 260-270 metros (850-890 pies). Volcán Lagunita es un volcán vecino y está más erosionado y alterado hidrotermalmente.
El cerro del León es parte de la Zona Volcánica Central del cinturón volcánico de los Andes. La actividad volcánica ocurre desde el Oligoceno e incluye ignimbritas dacíticas-riolíticas. Además de estos, el principal arco volcánico, incluidos los estratovolcanes andesíticos-dacíticos, se formó a 300-350 kilómetros (190-220 mi) de la fosa Perú-Chile en una corteza de 120 kilómetros de espesor. Los volcanes San Pedro y Láscar tienen actividad histórica, pero solo se han estudiado algunos volcanes, a saber, Láscar, Ollagüe y Parinacota.
El volcán fue constituido en varias fases. La base del volcán está construida a partir de flujos de lava andesíticos que se superponen directamente a la base de ignimbritas. Estos al principio estallaron en el oeste y el este, posteriormente en el noroeste y sureste. El volcán fue sujeto a la glaciación, dejando morrenas a una altitud de 5200 metros, formada durante la última glaciación hace 15 mil a 11 mil años. Los efectos glaciales son notables en los flancos del nornoroeste.

## Petrología
Las lavas contienen fenocristales de plagioclasa con cantidades variables de biotita, clinopiroxeno, minerales opacos y ortopiroxeno. La matriz es vidriosa y contiene hornblenda y plagioclasa. Las lavas tienen proporciones vesiculares y menores de textura amigdaloide, porfídica, traquítica y vitroférica.

## Importancia religiosa
El cerro del León es considerada como una montaña sagrada para los habitantes originarios del territorio. Un sitio religioso inca se encuentra en su cumbre.